# Light of Day, Day of Darkness
Light of Day, Day of Darkness är det andra studioalbumet med det norska progressiv metal-bandet Green Carnation, utgivet 2002 av skivbolaget  Prophecy Productions.

## Låtförteckning
1. "Light of Day, Day of Darkness" (Tchort) − 60:06

## Medverkande
Musiker (Green Carnation-medlemmar)
- Tchort (Terje Vik Schei) – gitarr
- Anders Kobro – trummor
- Stein Roger Sordal – basgitarr
- Bjørn Harstad – gitarr, slidegitarr
- Kjetil Nordhus – sång

Randesund Barnekor
- Elin Wikstøl – dirigent
- Christian Albert, Even Albert, Ida Magrethe Karterud, Julie Pettersen, Karoline Knoff Aamot, Kristoffer Knoff Aamot, Marthe Larsen, Mathias Pettersen, Simen Ingebrethsen, Stian Andrè Rosenløv

Kristiansand kammer- og operakor
- Sopran – Nina Tanggaard, Therese Fanebust
- Alt – Elise Tverrli, Katinka Sandøy, Maren Stakkeland
- Tenor – Kjetil Nordhus, Roald Andreas Sandøy
- Bas – Endre Kirkesola

Andra bidragande musiker
- Bernt A Moen – stråkinstrument
- Synne Soprana (Synne Diana Larsen) – sång
- Arvid Thorsen – saxofon
- Endre Kirkesola – hammondorgel, sitar, synthesizer, stråkinstrument
- Roger Rasmussen (också känd som Nattefrost) – skrik
- Jan Kenneth Transeth – sång
- Damien Aleksander – barnröst

Produktion
- Endre Kirkesola – producent, ljudtekniker, ljudmix
- Tchort – producent, ljudmix, omslagsdesign, foto
- Audun Strype – mastering
- Vidar Helseth – omslagskonst
- Niklas Sundin – omslagskonst
- Lars Hoen – foto